# Emanuele Greppi
Emanuele Greppi, VI conte di Bussero e Corneliano (Milano, 27 novembre 1853 – Milano, 9 gennaio 1931), è stato un nobile, avvocato, politico e storico italiano.

## Biografia
Figlio di Carlo Greppi, nobile dei conti di Bussero e Corneliano, e donna Maria Padulli di Vighignolo, appartenne ad un'illustre famiglia lombarda, insignita del titolo comitale da Maria Teresa d'Austria. Nel 1902 sposò la contessa Beatrice Barbiano di Belgiojoso d'Este.

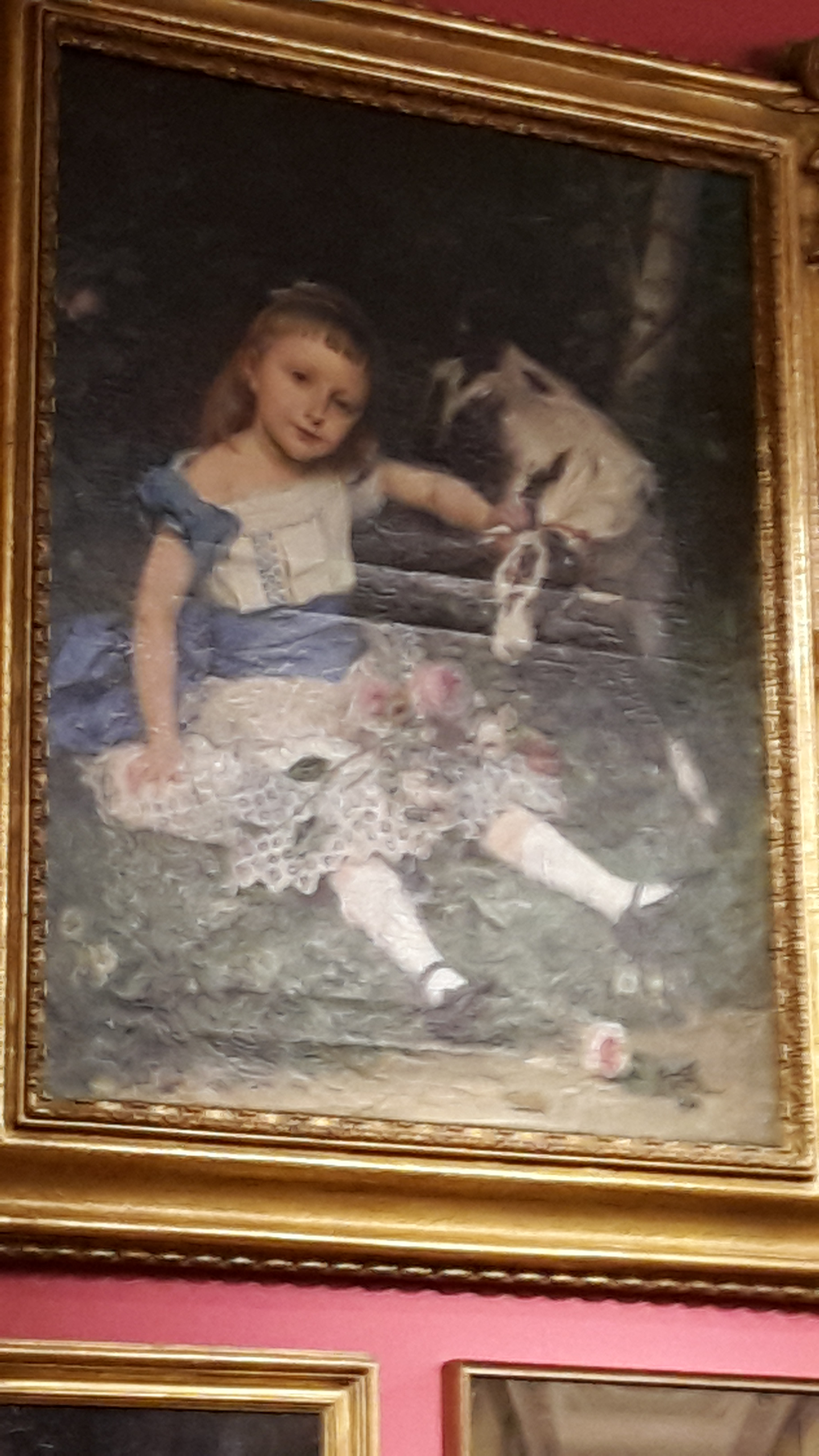
Contessina Bice Barbiano di Belgiojoso (1876), ritratto di Giuseppe Bertini

### Attività come storico
Avvocato, si dedicò agli studi storici sulla città di Milano, ponendo mano al ricco archivio di famiglia, risalente fino al Quattrocento (in larga parte consistente di documenti dell'avo conte Antonio Greppi, Fermiere Generale della Lombardia austriaca nel Settecento), che successivamente fu donato all'Archivio di Stato. Fu presidente della Società Storica Lombarda (dal 1916 al 1930), della Società Storica per lo Sviluppo dell'Alta Cultura e del Comitato lombardo per la Storia del Risorgimento.
Fu co-curatore nella pubblicazione dell'importante carteggio di Pietro e Alessandro Verri, nonché di parti del carteggio del conte Antonio Greppi con l'abate Maini, con l'abate Casti, con il conte di Wilczeck. Autore di numerosi saggi e contributi, quali il "Saggio sulle condizioni economiche del Milanese verso il 1780" (pubblicato negli Annali di statistica) e "Nuovi documenti del regno di Ferdinando IV" (nell'Archivio Storico Lombardo). Vide inoltre pubblicati studi sugli ultimi Estensi, sui dissidi tra Spagna e Napoli nel 1786 e "La dominazione austriaca" (Conferenze di Storia Milanese, 1897).

### Attività politica
Fu assessore del Comune di Milano dal 1886 e come tale fu eletto, eccezionalmente, presidente dell'ANCI nel 1906. Come Presidente ANCI concepì l'idea di un Consiglio superiore dei Comuni, con competenze legislative e di controllo dei municipi, rivoluzionaria per la concezione centralistica dello Stato tipica della sua epoca. L'idea non cadde nell'oblio, anzi fu presentata ufficialmente dall'ANCI nel 1958.
Sindaco di Milano dal 1911 al 1913, introdusse l'illuminazione elettrica delle strade, incrementò l'edilizia scolastica e i trasporti pubblici, contribuendo inoltre alla creazione dei mercati generali. Nel 1912 promosse un progetto urbanistico le cui maggiori realizzazioni sono il tracciato di Corso Italia e la trasversale da Piazza della Scala a San Babila (attuale Corso Matteotti).
Liberale moderato, venne eletto deputato nelle legislature XX, XXII e XXIII (dal 1897 al 1900 e ancora dal 1904 al 1913) e nominato Senatore del Regno il 16 ottobre 1913. Emanuele Greppi fu così il terzo Senatore del Regno della famiglia Greppi, dopo gli zii conte Marco (1814-1868) e conte Giuseppe (1819-1921).
Fu autore, con il senatore Francesco Ruffini, di una proposta di legge per la riforma del Senato del Regno, volta a minimizzare il peso delle burocrazie di partito nel sistema proporzionale.
Ancora nel 1924 fu chiamato a far parte di una commissione a tre per risolvere i problemi della Cassa di Risparmio delle Provincie Lombarde.

## Albero genealogico
|                                      |                                       |                                                                     | Genitori                                                     |  |  | Nonni |  |  | Bisnonni                          |  |  | Trisnonni                          |  |
|                                      |                                       |                                                                     |                                                              |  |  |       |  |  | Marco Greppi, II conte di Bussero |  |  | Antonio Greppi, I conte di Bussero |  |
|                                      |                                       |                                                                     |                                                              |  |  |       |  |  | Marco Greppi, II conte di Bussero |  |  | Antonio Greppi, I conte di Bussero |  |
|                                      |                                       | Laura Cotta                                                         |                                                              |  |  |       |  |  | Marco Greppi, II conte di Bussero |  |  |                                    |  |
| Antonio Greppi, III conte di Bussero |                                       |                                                                     |                                                              |  |  |       |  |  | Marco Greppi, II conte di Bussero |  |  |                                    |  |
|                                      |                                       | Margherita Opizzoni                                                 | Francesco Opizzoni                                           |  |  |       |  |  |                                   |  |  |                                    |  |
|                                      |                                       | Margherita Opizzoni                                                 | Francesco Opizzoni                                           |  |  |       |  |  |                                   |  |  |                                    |  |
|                                      |                                       | Margherita Opizzoni                                                 | Paola Trivulzio                                              |  |  |       |  |  |                                   |  |  |                                    |  |
| Carlo Greppi                         |                                       | Margherita Opizzoni                                                 |                                                              |  |  |       |  |  |                                   |  |  |                                    |  |
|                                      |                                       | Lorenzo Galeazzo Trotti Bentivoglio, marchese di Fresonara          | Lodovico Trotti Bentivoglio, marchese di Fresonara           |  |  |       |  |  |                                   |  |  |                                    |  |
|                                      |                                       | Lorenzo Galeazzo Trotti Bentivoglio, marchese di Fresonara          | Lodovico Trotti Bentivoglio, marchese di Fresonara           |  |  |       |  |  |                                   |  |  |                                    |  |
|                                      |                                       | Lorenzo Galeazzo Trotti Bentivoglio, marchese di Fresonara          | Maria Costanza Castelbarco Visconti                          |  |  |       |  |  |                                   |  |  |                                    |  |
| Teresa Trotti Bentivoglio            |                                       | Lorenzo Galeazzo Trotti Bentivoglio, marchese di Fresonara          |                                                              |  |  |       |  |  |                                   |  |  |                                    |  |
|                                      |                                       | Maria Antonia Schaffgotsch                                          | Anton Gotthard Schaffgotsch                                  |  |  |       |  |  |                                   |  |  |                                    |  |
|                                      |                                       | Maria Antonia Schaffgotsch                                          | Anton Gotthard Schaffgotsch                                  |  |  |       |  |  |                                   |  |  |                                    |  |
|                                      |                                       | Maria Antonia Schaffgotsch                                          | Maria Anna von Kollonitz                                     |  |  |       |  |  |                                   |  |  |                                    |  |
| Emanuele Greppi, VI conte di Bussero |                                       | Maria Antonia Schaffgotsch                                          |                                                              |  |  |       |  |  |                                   |  |  |                                    |  |
|                                      | Gerolamo Padulli, conte di Vighignolo | …                                                                   |                                                              |  |  |       |  |  |                                   |  |  |                                    |  |
|                                      | Gerolamo Padulli, conte di Vighignolo | …                                                                   |                                                              |  |  |       |  |  |                                   |  |  |                                    |  |
|                                      | Gerolamo Padulli, conte di Vighignolo | …                                                                   |                                                              |  |  |       |  |  |                                   |  |  |                                    |  |
| Giulio Padulli                       | Gerolamo Padulli, conte di Vighignolo |                                                                     |                                                              |  |  |       |  |  |                                   |  |  |                                    |  |
|                                      |                                       | Anna Incisa della Rocchetta                                         | …                                                            |  |  |       |  |  |                                   |  |  |                                    |  |
|                                      |                                       | Anna Incisa della Rocchetta                                         | …                                                            |  |  |       |  |  |                                   |  |  |                                    |  |
|                                      |                                       | Anna Incisa della Rocchetta                                         | …                                                            |  |  |       |  |  |                                   |  |  |                                    |  |
| Maria Padulli                        |                                       | Anna Incisa della Rocchetta                                         |                                                              |  |  |       |  |  |                                   |  |  |                                    |  |
|                                      |                                       | Gian Luca Cavazzi della Somaglia, XII conte e barone della Somaglia | Ercole Cavazzi della Somaglia, conte e barone della Somaglia |  |  |       |  |  |                                   |  |  |                                    |  |
|                                      |                                       | Gian Luca Cavazzi della Somaglia, XII conte e barone della Somaglia | Ercole Cavazzi della Somaglia, conte e barone della Somaglia |  |  |       |  |  |                                   |  |  |                                    |  |
|                                      |                                       | Gian Luca Cavazzi della Somaglia, XII conte e barone della Somaglia | Anna Maria Banzi                                             |  |  |       |  |  |                                   |  |  |                                    |  |
| Marianna Cavazzi della Somaglia      |                                       | Gian Luca Cavazzi della Somaglia, XII conte e barone della Somaglia |                                                              |  |  |       |  |  |                                   |  |  |                                    |  |
|                                      |                                       | Francesca Maddalena Mellerio                                        | Carlo Giuseppe Fedele Mellerio                               |  |  |       |  |  |                                   |  |  |                                    |  |
|                                      |                                       | Francesca Maddalena Mellerio                                        | Carlo Giuseppe Fedele Mellerio                               |  |  |       |  |  |                                   |  |  |                                    |  |
|                                      |                                       | Francesca Maddalena Mellerio                                        | Rosa Sbaraglini                                              |  |  |       |  |  |                                   |  |  |                                    |  |
|                                      |                                       | Francesca Maddalena Mellerio                                        |                                                              |  |  |       |  |  |                                   |  |  |                                    |  |